# ديفيد موير ماكبث
ديفيد موير ماكبث (بالإنجليزية: David Macbeth Moir)‏ (و. 1798 – 1851 م) هو فيزيائي، وكاتب عمومي، وكاتب من المملكة المتحدة .

## التعليم
تعلم في جامعة إدنبرة